# Balcón de Montezuma
El Balcón de Montezuma es un sitio arqueológico situado en el ejido de Alta Cumbre, a 18 kilómetros de Ciudad Victoria, en el Estado de Tamaulipas, México, por la Carretera Federal 101, en dirección a San Luís Potosí. 

## El Sitio
Este sitio fue un asentamiento habitado entre 400 y 1200 d. C. Se compone de alrededor de 90 estructuras de planta circular, en dos plazas; y se encuentra sobre la Sierra Madre Oriental, a una elevación de 1,200 metros sobre el nivel del mar.
El sitio fue estudiado entre 1989 y 1990, por Jesús Nárez, y conserva restos de grupos humanos y sus construcciones, en la Sierra Madre Oriental (Sierra Gorda) y la Sierra de Tamaulipas, una cultura mesoamericana con rasgos de la Cultura huasteca y partes del sudeste de Estados Unidos.
Basado en las investigaciones, se sabe que las antiguas casas del sitio, chozas con techos de palma, fueron edificadas sobre las estructuras circulares, y debajo del piso se enterraba a los muertos, en los años 80 se encontraron numerosos restos óseos humanos, de infantes y adultos.
Balcón de Montezuma es representativo del tipo de pequeños asentamientos agrícolas de la sierra, fundados en periodo Epiclásico (600-900 después de Cristo) de la Cronología Mesoamericana. Lo componen estructuras circulares de varios diámetros y alturas agrupadas en torno a dos pequeñas plazas semicirculares. La construcción fue hecha de piedra caliza, cuatrapeada sin ningún mortero, el núcleo se formó de tierra, piedra y restos de cerámica. El sitio tiene algunas características especiales, como una escalinata pequeña con tres a cuatro peldaños, remetida o sobrepuesta, la planta tiene forma de abanico.
Los vestigios prehispánico encontrados en el sitio revelan costumbres de los pobladores, tales como uso de pipas para fumar, cristales de cuarzo (tal vez amuletos), collares, discos de piedra y funerales bajo el piso de las casas habitación, acompañados de ofrendas de cerámica.
Aun no se han encontrado representaciones de sus dioses, y no se ha identificado algún edificio que pudo haber sido templo o lugar de adoración. El acceso principal al sitio era por medio de una gran escalinata con más de 80 peldaños, sobre la ladera poniente del cerro; fue construida sobre las salientes naturales de caliza del cerro.